# Cantó d'Agen Oest
El cantó d'Agen Oest és un cantó francès del departament d'Òlt i Garona, situat al districte d'Agen. Compta amb 1 municipi i part del municipi d'Agen.

## Municipis
- Agen
- Lo Passatge

## Història
| Data d'elecció                           | Identitat        | Partit | Qualitat |
| ---------------------------------------- | ---------------- | ------ | -------- |
| 1973-2004                                | Pierre Lapoujade | CNIP   |          |
| 2004-                                    | Thierry Lacan    | PS     |          |
| les dades anteriors no són pas conegudes |                  |        |          |
|                                          |                  |        |          |

## Demografia
| 1962 | 1968 | 1975 | 1982 | 1990 | 1999 | 2006   |
| ---- | ---- | ---- | ---- | ---- | ---- | ------ |
| -    | -    | -    | -    | -    | -    | 12.419 |